# Michael Evans
Pour les articles homonymes, voir Evans.
Michael Evans (né le 10 août 1951 à Southwark et mort le 11 juillet 2011 à Norwich) est un ecclésiastique anglais de confession catholique. Il est ordonné évêque en 2003, et prend jusqu'à son décès la tête du diocèse d'Est Anglie.

## Biographie
Michael Evans fait ses études dans la Simon Langton Grammar School de Cantorbéry avant d'entamer directement sa formation sacerdotale au séminaire St John de Wonersh. Ordonné prêtre en 1975 pour l'archidiocèse de Southwark, il reçoit pour premier poste la charge de prêtre assistant pour la paroisse St Elizabeth de Richmond, dans le Surrey. Il reprend ses études de 1977 à 1979 et obtient un Master of Theology au Heythrop College, de l'Université de Londres.
Il revient au séminaire St John, comme enseignant. Après avoir enseigné la doctrine chrétienne pendant huit ans, il devient vice-recteur du séminaire de 1985 à 1987, le recteur étant Peter Smith. Il est ensuite aumônier d'université pour le sud de Londres. Il prend en 1995 la charge de la paroisse St Augustin de Tunbridge Wells dans le Kent.
De 1989 à 2003, Michael Evans fait partie du comité chargé par la conférence des évêques d'organiser la formation des prêtres. De 1995 à 2003, il préside le comité Justice et Paix de l'archidiocèse de Southwark.
Le 14 février 2003, Michael Evans est nommé évêque d'Est Anglie pour succéder à Peter Smith. Il est sacré le 19 mars 2003 dans la cathédrale Saint-Jean-Baptiste de Norwich par le cardinal Cormac Murphy-O'Connor, archevêque de Westminster, assisté de Peter Smith, devenu archevêque de Cardiff, et de l'archevêque de Southwark George Bowen. Michael Evans est le troisième évêque à prendre la tête de ce diocèse depuis son érection en 1976.
À la tête de ce diocèse (qui compte seulement 4 % de catholiques contre une moyenne nationale de 10 %), l'évêque Evans entreprend une restructuration complète du tissu paroissial pour faire face au manque de prêtres. En novembre 2006, il déclare publiquement qu'il est atteint d'un cancer de la prostate.
Il annonce en janvier 2011 que les médecins lui ont laissé entendre qu'il n'avait que quelques semaines à vivre, mais qu'il entendait rester à la tête du diocèse jusqu'au bout. Il meurt le 11 juillet 2011 à l'hôpital universitaire de Norfolk et Norwich.

## Prises de position et domaines d'activité
Michael Evans est actif dans le domaine de l'œcuménisme et du dialogue intereligieux. Depuis 1991, il travaille à l'amélioration des relations entre catholiques et méthodistes. En 1997, il est nommé à la tête de la commission internationale pour le dialogue œcuménique. En 2006 il est l'un des quatre coprésidents du Forum islamo-chrétien mis sur pied par l'archevêque de Cantorbéry,.
En 2007, Michael Evans démissionne de l'association Amnesty International, dont il a été membre pendant 30 ans, dont plusieurs années dans le comité directeur. Il proteste ainsi contre le passage d'une attitude neutre en matière d'avortement à l'introduction d'un "droit à l'avortement" parmi les droits humains essentiels (l'avortement direct est prohibé par l'Église catholique),.